# Llowes
Llowes är en ort i Storbritannien.   Den ligger i kommunen Powys och riksdelen Wales, i den södra delen av landet, 220 km väster om huvudstaden London. Llowes ligger 91 meter över havet och antalet invånare är 110.
Terrängen runt Llowes är huvudsakligen kuperad, men åt sydväst är den platt. Llowes ligger nere i en dal. Runt Llowes är det ganska tätbefolkat, med 60 invånare per kvadratkilometer. Närmaste större samhälle är Brecon, 19,6 km sydväst om Llowes. Trakten runt Llowes består i huvudsak av gräsmarker.